# Faramarz Gharibian
Faramarz Gharibian (en persan : فرامرز قریبیان), né le 1941 à Téhéran, est un acteur iranien. 
Il a travaillé avec des réalisateurs tels que Massoud Kimiai et Asghar Farhadi.

## Filmographie sélective
- Gonahkaran, 2012
- Alzheimer, 2011
- Roya-ye khis, 2005
- Les Enfants de Belle Ville, 2004
- Danse dans la poussière, 2003
- Mard-e Barani, 1999
- Yaghi, 1997
- Tejarat, 1994
- Trail du Loup, 1994
- Bandar-e meh-Alood, 1992
- Teran, 1987
- Kani-Manga, 1986
- Rishe dar Khoon, 1985
- Samandar, 1985
- Ghazal, 1975
- Gavaznha, 1974

## Prix
- Meilleur acteur Festival international du film de Moscou 2003
- Meilleur acteur Festival du film de Fajr 1999
- Meilleur acteur Festival du film de Fajr 1992
- Meilleur acteur Festival du film de Fajr 1987